# ピーター・ストローハン
ピーター・ストローハン（Peter Straughan、1968年 - ）は、イギリスの劇作家、脚本家。
ゲーツヘッド出身。ニューカッスル大学に学ぶ。映画『ヤギと男と男と壁と』や『裏切りのサーカス』などの脚本を執筆、『裏切りのサーカス』の脚本で第65回英国アカデミー賞脚色賞を受賞するなど高い評価を受けた。
大学時代に知り合い、脚本を共に執筆した劇作家、脚本家のブリジット・オコナーと2008年に結婚したが、彼女は2010年に癌で死去した。

## フィルモグラフィ

### 映画
| 年   | 題名                                                                                    | 役割             |
| ---- | --------------------------------------------------------------------------------------- | ---------------- |
| 2006 | くたばれ!イングランド Sixty Six                                                         | 脚本             |
| 2008 | セレブ・ウォーズ 〜ニューヨークの恋に勝つルール〜 How to Lose Friends & Alienate People | 脚本             |
| 2010 | ヤギと男と男と壁と The Men Who Stare at Goats                                           | 脚本             |
| 2010 | ペイド・バック The Debt                                                                 | 脚本             |
| 2012 | 裏切りのサーカス Tinker Tailor Soldier Spy                                              | 脚本             |
| 2014 | FRANK -フランク- Frank                                                                  | 脚本             |
| 2015 | 選挙の勝ち方教えます Our Brand Is Crisis                                                | 脚本             |
| 2017 | スノーマン 雪闇の殺人鬼 The Snowman                                                     | 脚本             |
| 2019 | ザ・ゴールドフィンチ The Goldfinch                                                      | 脚本             |
| 2025 | 教皇選挙 Conclave                                                                       | 脚本・製作総指揮 |

### テレビシリーズ

#### テレビドラマ
| 年   | 題名                     | 役割 | 備考         |
| ---- | ------------------------ | ---- | ------------ |
| 2015 | ウルフ・ホール Wolf Hall | 脚本 | ミニシリーズ |

#### WEB配信ドラマ
| 年  | 題名       | 役割 | 配信局    |
| --- | ---------- | ---- | --------- |
| TBA | Metropolis | 脚本 | Apple TV+ |

## 受賞
- 第65回英国アカデミー賞
  - 脚色賞（2011年、『裏切りのサーカス』、ブリジット・オコナーと共に）
- 第15回オンライン映画批評家協会賞
  - 脚色賞（2011年、『裏切りのサーカス』、ブリジット・オコナーと共に）
- 第10回サンフランシスコ映画批評家協会賞
  - 脚色賞（2011年、『裏切りのサーカス』、ブリジット・オコナーと共に）
- 第17回英国インディペンデント映画賞
  - 脚本賞（2014年、『FRANK -フランク-』、ジョン・ロンソンと共に）
- 第21回セントルイス映画批評家協会賞
  - 脚色賞（2024年、『教皇選挙』）
- 第33回サウスイースタン映画批評家協会賞
  - 脚色賞（2024年、『教皇選挙』）
- 第82回ゴールデングローブ賞
  - 脚本賞（2024年、『教皇選挙』）

- 第97回アカデミー賞
  - 脚色賞（2024年、『教皇選挙』）[4]